# Margaret Jones (Archäologin)
Margaret Ursula Jones FSA (* 16. Mai 1916 in Birkenhead als Margaret Ursula Owen; † 23. März 2001) war eine britische Archäologin. Bekannt wurde sie durch die Leitung der Ausgrabungen am Fundplatz Mucking in Thurrock, Essex, von 1965 bis 1978. Zugleich war sie eine Vorreiterin von Notgrabungen in England.

## Leben
Margaret Owen wurde 1916 in Birkenhead geboren, einer Hafenstadt nahe Liverpool. In Liverpool besuchte sie eine High School und begann anschließend ein Studium der Geografie an der University of Liverpool. Als freiwillige Helferin beteiligte sie sich während ihres Studiums an archäologischen Ausgrabungen unter W. J. Varley und begann auf diesem Weg, sich immer mehr für das Berufsfeld der Archäologie zu interessieren. Auf gleichem Weg traf sie ihren späteren Ehemann Tom Jones, den sie 1940 heiratete. Im Zweiten Weltkrieg diente ihr Ehemann in Britisch-Palästina und sie selbst als Postzensorin. In der Nachkriegszeit gründete das Ehepaar eine Fotografieagentur in Birmingham, in der sich Margaret hauptsächlich um den Verkauf der Fotos ihres Ehemannes kümmerte, mitunter ergänzt durch eigene journalistische Recherchen. Das Interesse an der Archäologie versiegte aber nie.
Ab 1956 begann Jones, professionell archäologische Grabungen im Auftrag der britischen Regierung durchzuführen. Ihr Ehemann unterstützte sie bei manchen Projekten als Ausgrabungsfotograf und Assistent. Erste Projekte führten sie an die römischen Fundplätze Stanton Low, Buckinghamshire, und Aldborough, Yorkshire (Isurium Brigantum). 1960 fand das Ehepaar bei einer Ausgrabung in Old Sleaford, Lincolnshire, eine Münzprägestätte des keltischen Volkes der Corieltauvi, die als älteste in Großbritannien gilt. Solche ersten Ausgrabungen fanden meist unter widrigen institutionellen Bedingungen statt; das Ministry of Works deckte nur die Kosten ab und zahlte nur an Grabungstagen eine geringfügige Vergütung an alle Beteiligten. Zunächst begann sich Jones zudem auch für das Feld der Rettungsarchäologie zu interessieren, also für Notgrabungen, die unter Zeitdruck archäologische Fundstätten an den Orten imminenter Bau- oder Infrastrukturprojekte erforschen. Die Notwendigkeit solcher Grabungen wurde in den 1960er Jahren von der akademischen Archäologie im Vereinigten Königreich kaum erkannt, sodass Amateure und semi-professionelle Archäologen wie Jones die Führung übernahmen. 1973 gründete sie eine Organisation namens Rescue, die sich für mehr Unterstützung für Notgrabungen einsetzte.
Ab 1965 leitete Jones eine Notgrabung in einem Tagebau nahe dem Dorf Mucking in Thurrock, Essex. Ursprünglich auf sechs Wochen ausgelegt, fanden dort ungeachtet der Jahreszeiten und des knappen Budgets über 13 Jahre hinweg unablässig Grabungen vor dem sich ausdehnenden Tagebau statt. Die Aufarbeitung der Funde stellte sie zurück, um weiter graben zu können und eine Vernichtung potenzieller weiterer Funde durch den Tagebaubetrieb zu verhindern. Obgleich dafür von institutionellen Archäologen kritisiert, brachte die Ausgrabung so eine große Vielfalt und Anzahl archäologischer Funde aus vorgeschichtlicher, römischer und angelsächsischer Zeit hervor: Am Fundplatz fanden sich Überreste neolithischer Gruben, von Gräbern aus der frühen Bronzezeit, einer Wallburg mit Salzindustrie aus der späten Bronzezeit, landwirtschaftlicher Aktivitäten aus der Eisenzeit und der Zeit der Römer sowie ein römischer Friedhof, angelsächsische Siedlungen mit über 200 Grubenhäusern und zwei Friedhöfen und einer mittelalterlichen Windmühle. Insgesamt beteiligten sich über 5000 Helferinnen und Helfer an der Ausgrabung, die auf 45 Acres (gut 18 Hektar) etwa 44.000 Objekte zutage förderte. Jones koordinierte nicht nur den praktischen Teil der Ausgrabungen und grub selbst mit, sondern organisierte auch die Verpflegung, Unterbringung und Bezahlung aller Helfer.
Die breite Aufarbeitung der Funde aus Mucking begann nach dem Ende der Grabungen 1978. Jones zog sich an diesem Punkt aus dem Projekt zurück und übergab die Koordination in die Hände der englischen Denkmalschutzbehörde English Heritage. 1974 war Jones zum Fellow der Society of Antiquaries of London gewählt worden. Seit 1993 verwitwet, erkrankte Jones später an Parkinson. Sie starb 2001 im Alter von 84 Jahren.